# Epigrafia greca

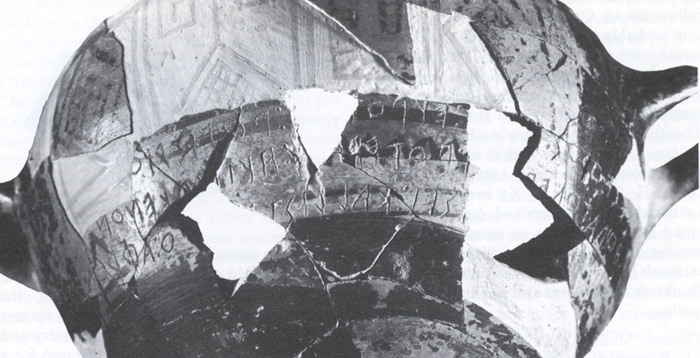
L'iscrizione omerica sulla Coppa di Nestore (VIII secolo a.C., da Pithekoussai Isola d'Ischia), una delle più antiche attestazioni epigrafiche greche

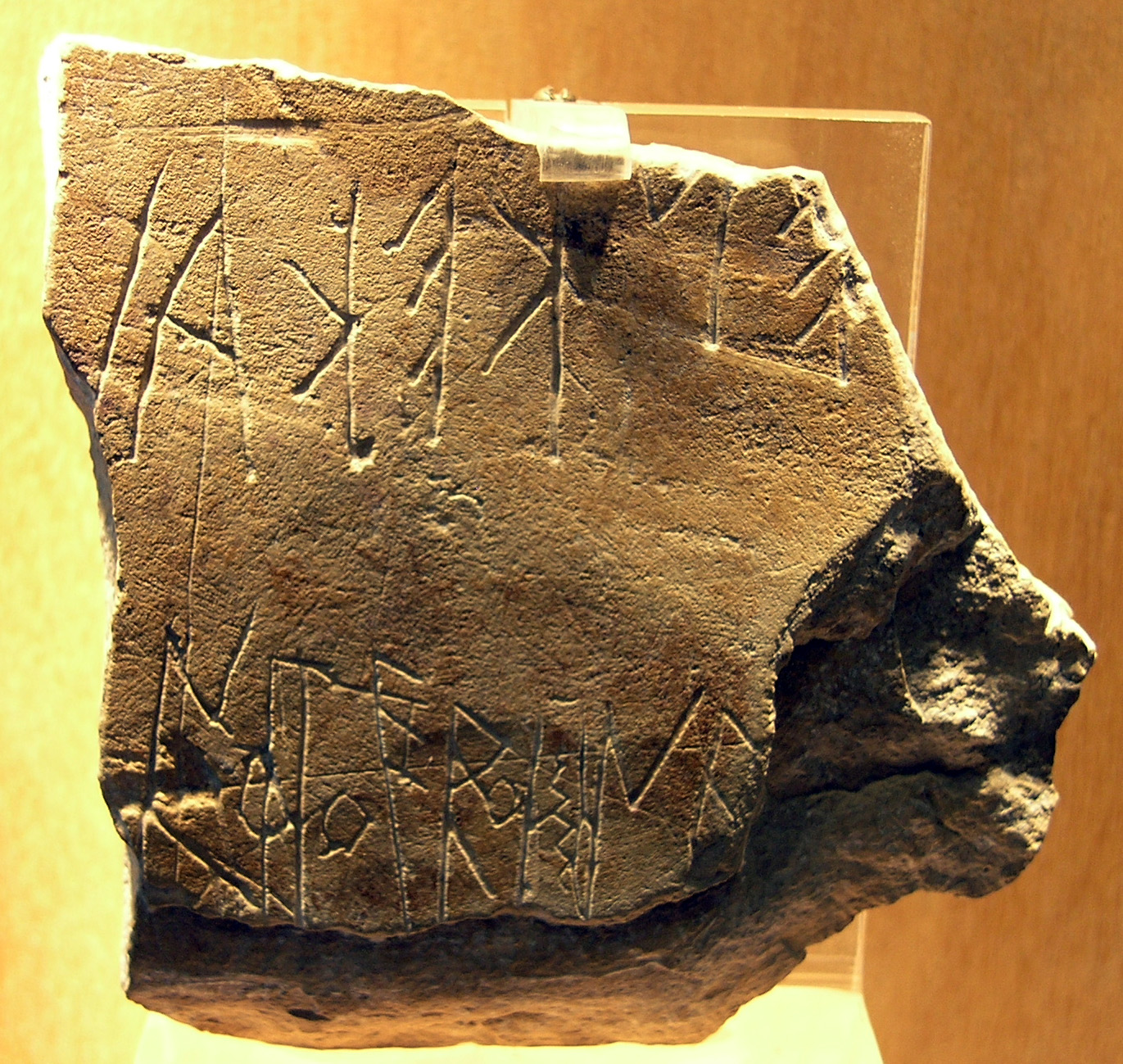
Una delle più antiche iscrizioni greche, datata all'VIII secolo e proveniente dall'Acropoli di Atene: scrittura bustrofedica su due linee

L'epigrafia greca è la scienza che studia le epigrafi recanti testi in scrittura alfabetica greca, dalle più antiche attestazioni (VIII sec. a.C.) fino alla tarda antichità.

## Definizione e scopi
Secondo una delle maggiori studiose di epigrafia greca, Margherita Guarducci:
(M. Guarducci, Epigrafia Greca, Roma, Istituto Poligrafico dello Stato, 1967, p. 7)

## Origini e sviluppo

### L'antichità
Già dal V secolo a.C. si cominciò a considerare le epigrafi come fonti di storia tra le più attendibili per ricostruire il passato. Non stupisce, dunque, che gli storici antichi citino delle iscrizioni a conferma delle proprie tesi. Erodoto, narrando come i Fenici guidati da Cadmo importassero il loro alfabeto a Tebe e lo trasmettessero agli Ioni che abitavano intorno, cita a testimonianza tre iscrizioni antichissime, che si trovavano nel santuario tebano di Apollo Ismenio, e che egli stesso aveva visto.

Qualche decennio più tardi Tucidide cita una famosa iscrizione, ossia l'ara di Pisistrato.

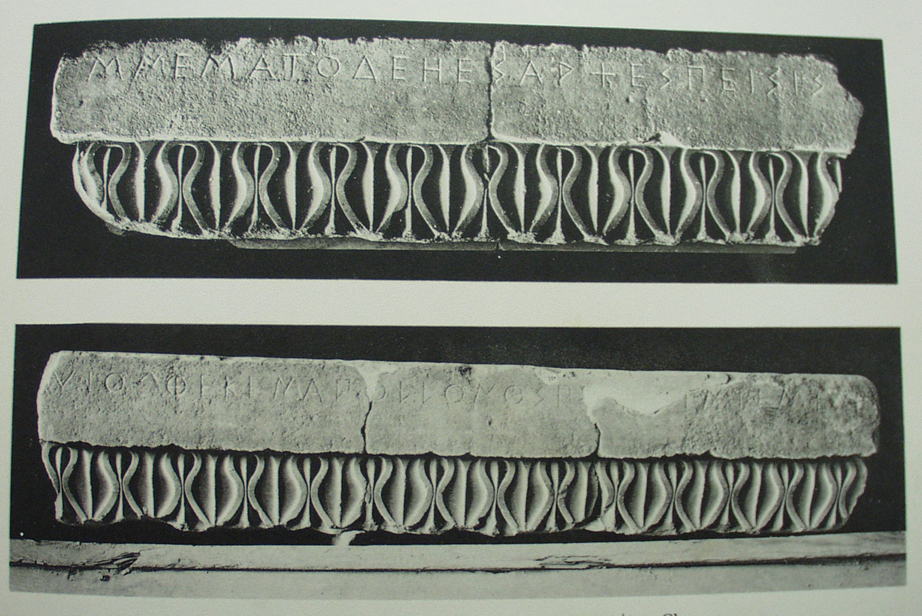
l'Ara di Pisistrato

 Parlando, infatti, di Pisistrato il Giovane, figlio del tiranno ateniese Ippia e nipote del celebre Pisistrato, Tucidide informa che, durante il suo periodo come arconte (522-512 a.C.), egli avrebbe offerto in Atene un altare ad Apollo Pizio, di cui riporta la dedica. Gli scavi archeologici eseguiti nel santuario di Apollo Pizio, sulla riva destra dell'Ilisso, hanno riportato alla luce la cornice dell'altare con la dedica, la medesima trascritta da Tucidide.
L'interesse verso le epigrafi continua anche nell'opera di storici successivi, come Senofonte, Teopompo e Polibio, ed è inoltre condiviso dagli oratori ateniesi del IV secolo a.C., come dimostrano i numerosi testi di iscrizioni citati da Isocrate, Lisia, Andocide e Demostene. Comunque è con l'età ellenistica che l'epigrafia greca segna la sua prima comparsa nel mondo greco: le epigrafi non sono più semplicemente un mezzo, ma si comincia a considerarle per sé stesse, a raccoglierle e, dove necessario, a spiegarle con un commento. Tre sono i più famosi "epigrafisti" di quest'epoca, di cui però non si sono conservati che i nomi e qualche frammento: Filocoro di Atene, Cratero di Macedonia e Polemone di Ilio. Il primo, autore di un'ampia Atthis, scrisse anche una raccolta di iscrizioni attiche. Il secondo, vissuto tra il IV e il III secolo a.C. si rese noto per una raccolta di decreti in nove libri, molto apprezzata dai contemporanei. Infine, Polemone di Ilio fu cultore così informato di epigrafia da meritarsi il soprannome di "divoratore di stele": egli fu probabilmente un periegeta, cultore di quel genere letterario che descriveva le cose notabili dei vari luoghi della Grecia e sua era un'opera circa i doni votivi esistenti a Sparta.
L'ultima voce dell'antichità a interessarsi di epigrafi è Pausania, autore di una Periegesi della Grecia giuntaci integra, intessuta ampiamente di ricordi di epigrafi e di interi testi epigrafici, particolarmente preziosi perché, in molti casi, si tratta di epigrafi perdute.
L'età bizantina non riserva grandi sviluppi per la scienza epigrafica: i dotti bizantini erano particolarmente interessati alle iscrizioni metriche di genere epigrammatico. Tuttavia, nella prima metà del VI secolo, il monaco Cosma Indicopleuste copiò nell'antica città di Adulis l'iscrizione nota come Monumentum Adulitanum, un'importante epigrafe greca relativa alle gesta di Tolomeo III Evergete re d'Egitto (246-221 a.C.)

### Tra Medioevo ed Età moderna
Il Medioevo occidentale vede rinascere gli interessi epigrafici all'inizio del Trecento, con la raccolta epigrafica trasmessaci sotto il nome di Cola di Rienzo (1314-1354), tribuno riformatore di Roma e amico di Francesco Petrarca.

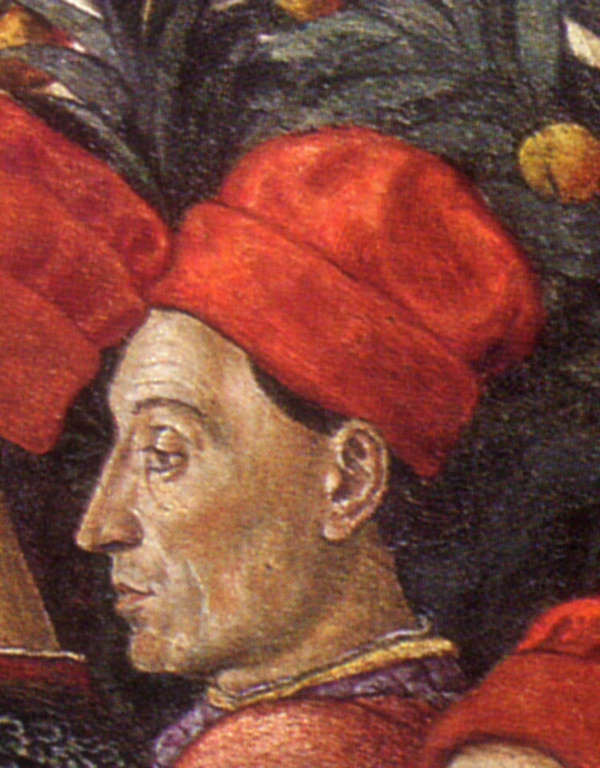
Ciriaco d'Ancona ritratto da Benozzo Gozzoli

Definito da Wilhelm Larfeld come il "padre della nuova epigrafia greca", Ciriaco d'Ancona è, comunque, la personalità preminente degli studi epigrafici umanistici. Nato ad Ancona nel 1391 e morto a Cremona nel 1452, versatile e grande amante degli studi classici, Ciriaco seppe sfruttare con profitto i lunghi viaggi che tra il 1425 e il 1448 gli vennero imposti dalla sua professione di mercante, per raccogliere e descrivere una impressionante quantità di monumenti antichi e, in particolare, di iscrizioni greche, sia nella Grecia continentale che nelle isole dell'Egeo e del Mar Ionio, ma anche in Asia Minore, in Egitto, a Costantinopoli, in Tracia, in Sicilia, nell'Italia meridionale e lungo la costa dell'Adriatico. Ciriaco si dedicò allo studio dell'antichità con tutto il fervore proprio del nascente Umanesimo. Durante i suoi viaggi non mancava di scrivere agli amici lontani, spesso accludendo alle sue lettere accurate descrizioni dei luoghi in cui si recava, descrizioni che spesso includevano anche copie di epigrafi, eseguite con grande accuratezza. Tante altre epigrafi saranno raccolte da Ciriaco nei Commentarii, sorta di compendi di tutta la materia raccolta in anni di fatiche come esploratore e antiquario.
Quando, nel 1453, i Turchi presero il controllo della Grecia continentale e insulare, venne a crearsi una barriera culturale che impedì quasi completamente agli studiosi l'accesso alle fonti archeologiche e epigrafiche del mondo greco. Pur tuttavia gli studiosi si concentrarono sulle epigrafi latine, di cui videro la luce le prime raccolte. Famoso in questo senso fra' Giovanni Giocondo da Verona (1435-1515), architetto e umanista, legato da amicizia a Raffaello e Giuliano da Sangallo, che iniziò la sua attività di raccoglitore di epigrafi prima a Roma, poi a Napoli insieme a Iacopo Sannazzaro e Gioviano Pontano.
In quest'epoca cominciarono ad emergere i grandi centri di studi epigrafici fuori dall'Italia, in particolare Leida e Heidelberg. A Leida venne pubblicata, nel 1588, la raccolta epigrafica di Martin Smetius, notevole per l'accuratezza della redazione e per l'ordinamento contenutistico delle iscrizioni. A Heidelberg lavorò Jan Gruter (1560-1627), il primo a concepire un grande corpus di tutte le iscrizioni greche e latine conosciute. Egli pubblicò nel 1603 una raccolta dal titolo Inscriptiones antiquæ totius orbis Romani, arricchita dagli indici del noto filologo Giuseppe Giusto Scaligero. L'opera incontrò tanto favore, che, dopo una prima ristampa nel 1616, ne fu necessaria una seconda, che uscì ad Amsterdam nel 1703.
Dal XVI secolo cominciò ad affermarsi il gusto per le collezioni epigrafiche, promosse da nobili, aristocratici colti e esponenti del clero; Roma, nei palazzi dei cardinali, e a Firenze, nelle case di studiosi come Giovanni Battista Doni, il quale raccolse circa 6000 epigrafi greche e latine. Queste collezioni venivano alimentate, in particolar modo, dai commerci della Repubblica di Venezia, che nonostante la chiusura dei Turchi era riuscita a mantenere rotte commerciali verso la Grecia, e in particolare con l'isola di Creta, dalla quale importava, insieme ai carichi di merci, anche iscrizioni greche, sculture, vasellame dipinto, gemme preziose, che andavano ad arricchire le collezioni suddette. Dalla metà del XVII secolo furono nuovamente possibili esplorazioni nelle aree della Grecia e dell'Asia Minore che erano fino ad allora rimaste precluse, con grande vantaggio anche per l'epigrafia greca. Fondamentale, in questa fase, il ruolo avuto dalle esplorazioni francesi e inglesi. Tra i primi possono essere ricordati Jacques Spon e Michel Fourmont, tra i secondi George Wheler ed Edmund Chisull.

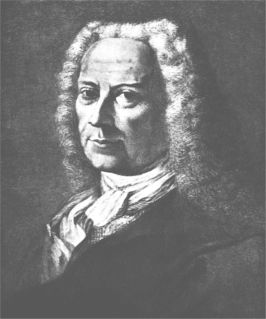
Scipione Maffei

In Italia, il dotto gentiluomo veronese Scipione Maffei (1675-1755) si assunse il compito di costituire un nuovo corpus di epigrafi greche e latine, che sostituisse quello, ormai invecchiato, del Gruter. Il progetto di Maffei, iniziato nel 1732, doveva comprendere tutte le iscrizioni fino ad allora conosciute, distinguendo, per la prima volta, le epigrafi greche (calcolate a circa 2000) dalle epigrafi latine. Per attuare il suo progetto Maffei viaggiò a lungo in Europa e in Grecia e fondò a Verona il museo che ancora oggi porta il suo nome: il Museo lapidario maffeiano, primo museo epigrafico del mondo. L'impresa non giunse a compimento, ma indubbiamente l'impulso dato da Maffei agli studi epigrafici in Italia fu notevole. Ne è testimonianza un'altra sua opera, la "Ars critica lapidaria", pure rimasta incompiuta, ma nella quale già si trovano i primi fondamenti del metodo scientifico per la trattazione delle epigrafi. Al Maffei facevano corona altri studiosi italiani, tra cui il più importante fu senz'altro Ludovico Antonio Muratori (1672-1750), grande studioso della storia d'Italia e autore di una raccolta epigrafica intitolata Thesaurum veterum inscriptionum, degna di memoria nella storia degli studi epigrafici.

### L'epigrafia contemporanea

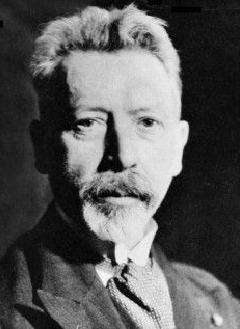
August Boeckh

Fu nel XIX secolo che l'epigrafia greca uscì dal campo di competenza dei dilettanti e dei collezionisti, entrando ufficialmente a far parte delle discipline della Altertumswissenschaft, la "scienza dell'antichità". Gran parte del merito di questo passaggio spetta ad August Boeckh, professore presso l'Università di Berlino e grande studioso dell'antichità greca, che sotto gli auspici dell'Accademia delle Scienze di Berlino e con l'aiuto di altri eminenti studiosi diede vita al primo corpus scientificamente condotto di epigrafi greche, il Corpus Inscriptionum Graecarum (citato con la sigla CIG). L'opera, iniziata nel 1815, consta di quattro volumi in folio. Boeckh stesso lavorò ai primi due, usciti nel 1828 e nel 1843; il terzo, uscito nel 1853, fu opera di Johannes Franz, mentre al quarto, uscito nel 1859, collaborarono Ernst Curtius e Adolph Kirchhoff. Nel 1877 uscirono gli indici, curati da Hermann Roehl. Nel Corpus le iscrizioni, raggruppate non più con il criterio contenutistico ma con un criterio geografico, sono illustrate con un ampio commento. Ancora oggi, a distanza di un secolo, rimane un'opera fondamentale, ancora consultata dagli studiosi di epigrafia.
Nel frattempo, con una guerra civile durata tra il 1821 e il 1829, la Grecia conquistò la propria indipendenza e il patriottismo alimentò l'interesse per i suoi antichi monumenti e le testimonianze del suo glorioso passato. Nel 1837 Kyriakos Pittakis (ex combattente della guerra civile e studioso) fondò la Società archeologica (Archaiologhikè Hetairèia), e a lui si unirono Alexandros Rangavis e Stephanos Kumanudis, promuovendo esplorazioni e scavi; intanto da tutta Europa giungevano archeologi ed esploratori, e presto cominciarono a sorgere le prime scuole archeologiche straniere stabili. Tutto questo aveva portato un enorme incremento al numero delle epigrafi greche.
Doveroso citare il lavoro compiuto in Egitto dal francese Jean Antoine Letronne, autore della raccolta Recueil des inscriptions grecques et latines de l'Égypte', in cui sono raccolte le epigrafi greche e latine della regione egiziana.

## LeInscriptiones Graecae
Intanto il CIG era diventato un testo insufficiente e in parte superato, impossibile da aggiornare pur con ulteriori volumi di aggiunte. Venne dunque messa in opera dall'Accademia di Berlino un'altra fatica epigrafica: la nuova edizione aggiornata delle iscrizioni attiche. A capo dell'impresa era uno dei collaboratori di Boeckh, Adolph Kirchhoff, il quale, insieme a Ulrich Koehler e Wilhelm Dittenberger, diede alle stampe, fra il 1873 e il 1888, il Corpus Inscriptionum Atticarum (citato con la sigla CIA). Accanto a quest'opera si vennero allineando altre opere simili riguardanti le epigrafi greche dell'Occidente, della Grecia settentrionale, delle isole greche e del Peloponneso. Nel 1884 Federico Halbherr, futuro fondatore della missione Italiana in Creta, scoprì a Gortina la Grande Iscrizione delle leggi databile al V secolo a.C., fondamentale per lo studio della civiltà greca.
All'inizio del Novecento il numero delle epigrafi greche conosciute era talmente aumentato da rendere necessaria una nuova raccolta. Si assunse questo incarico, nel 1902, uno dei più grandi studiosi dell'antichità classica: Ulrich von Wilamowitz-Moellendorff.

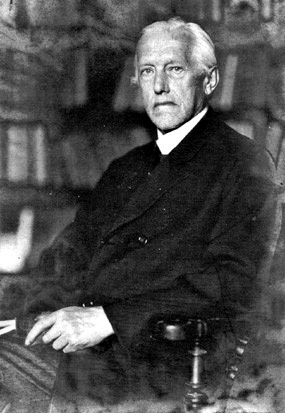
Ulrich von Wilamowitz-Moellendorff

Succeduto al Kirchhoff alla direzione del lavoro epigrafico dell'Accademia di Berlino, Wilamowitz progettò un nuovo piano di edizione delle epigrafi greche, includendo le parti già elaborate (il CIA e le altre raccolte regionali) e comprendendo tutta l'opera sotto un unico titolo, quello di Inscriptiones Graecae (citato con la sigla IG).
Le iscrizioni prese in esame, limitate all'area della Grecia continentale e alle isole (inclusa Cipro), furono distribuite in 15 categorie, indicate con numeri romani:
- I-III - Attica;
- IV - Argolide;
- V - Laconia, Messenia, Arcadia;
- VI - Elide, Acaia;
- VII - Megaride, Beozia;
- VIII - Delfi;
- IX - Grecia settentrionale (non compresa in VII e VIII);
- X - Epiro, Macedonia, Tracia, Scizia;
- XI - Delo;
- XII - Isole del mar Egeo eccetto Delo;
- XIII - Creta;
- XIV - Sicilia, Italia e altre parti dell'Occidente;
- XV - Cipro.

Alcune categorie erano già parzialmente colmate dalle raccolte precedenti, ma alle restanti si cominciò a lavorare con grande alacrità; tuttavia alcune categorie, le VI, VIII, X, XIII e XV, vennero lasciate temporaneamente da parte. Contrariamente al vecchio CIG, dove le iscrizioni erano ampiamente commentate, nelle IG il commento era ridotto al minimo, essendo l'opera pensata come un semplice repertorio di epigrafi. Molto curata è la descrizione delle particolarità morfologiche delle singole iscrizioni (chiamato apparato critico), e i volumi sono arricchiti da ampie introduzioni che raccolgono tutte le notizie di carattere archeologico, storico e topografico volte a inquadrare meglio le iscrizioni nel loro ambiente di provenienza. Ma mentre il lavoro alle IG proseguiva, molte altre iscrizioni emersero dagli scavi e dalle indagini degli studiosi. Si decise allora di predisporre una nuova edizione (editio minor), uscita a partire dal 1913 e indicata nelle bibliografie con un piccolo 2 a esponente vicino al numero romano del volume.

## Altri scavi e raccolte
Tuttavia, prima e durante lo svolgimento del lavoro di Wilamowitz, altre imprese epigrafiche erano state imbastite da altri paesi. In Inghilterra era uscito nel 1874, ad opera di Charles Thomas Newton, il primo volume dell'opera The Collection of Ancient Greek Inscriptions in the British Museum (citato con la sigla BMI), in cui erano raccolte e commentate tutte le epigrafi greche del British Museum di Londra. In Russia, nel 1885, uscirono le Inscriptiones antiquæ oræ septentrionalis Ponti Euxini Græcæ et Latinæ, ad opera di Vasilij Vasil'evič Latyšev, dove erano raccolte le epigrafi greche e latine della sponda settentrionale del Mar Nero, in antico sede di colonie. In Austria si andavano raccogliendo le epigrafi dell'Asia Minore, raccolta culminata con l'uscita, nel 1901, dei Tituli Asiæ minoris (citato con la sigla TAM), ad opera di Rudolph Eberdey e di Ernst Kalinka.
Molto importanti furono i contributi della Francia: nel 1909 uscì, scritto da Émile Bourguet, il primo volume dedicato alle epigrafi della grande pubblicazione sugli scavi francesi a Delfi, Fouilles de Delphes (citato con la sigla FD). Altra grande opera francese fu la pubblicazione delle epigrafi dell'isola di Delo, dapprima in seno alle IG (XI), poi in un'opera a sé stante, le Inscriptions de Délos (citato con la sigla I. Délos), iniziata nel 1929 da Felix Dürrbach e Pierre Roussel e conclusasi nel 1950. Sempre nel 1929 iniziò a uscire l'opera Inscriptions grecques et latines de la Syrie (citato con la sigla I. Syrie), in cui erano raccolte, ad opera di Louis Jalabert e René Mouterde, le iscrizioni greche e latine della Siria.
Anche l'Italia fornì importanti contributi: dagli scavi italiani in Tripolitania e in Cirenaica erano emerse grandi quantità di epigrafi greche e latine, in particolare gli editti dell'imperatore Augusto e il testamento di Tolomeo VII in cui designava erede del suo regno i Romani. Questi ritrovamenti vennero pubblicati in una serie di monografie dal titolo Documenti antichi dell'Africa italiana, editi tra il 1932 e il 1936 da Gaspare Oliverio. Altro abbondante materiale emergeva dagli scavi italiani del Dodecaneso, pubblicato nella rivista "Clara Rhodos", iniziata nel 1928. Pure abbondanti erano i ritrovamenti a Creta, dove era stata fondata una missione archeologica diretta da Federico Halbherr e poi, dal 1930, da Luigi Pernier. Dal 1935 al 1950 vennero pubblicate le Inscriptiones Creticæ (citato con la sigla I. Cret.), curate da Margherita Guarducci.